# Fontcouverte-la-Toussuire
Fontcouverte-la-Toussuire este o comună în departamentul Savoie din sud-estul Franței. În 2009 avea o populație de 569 de locuitori.

## Evoluția populației
| An        | 1975 | 1982 | 1990 | 1999 | 2006 | 2009 |
| --------- | ---- | ---- | ---- | ---- | ---- | ---- |
| Populație | 506  | 603  | 528  | 504  | 554  | 569  |